# Quei disperati che puzzano di sudore e di morte
Quei disperati che puzzano di sudore e di morte è un film del 1969 diretto da Julio Buchs.
È un film western di produzione spagnola e italiana con Ernest Borgnine, George Hilton e Annabella Incontrera. È uno spaghetti western co-prodotto tra Spagna (dove è stato distribuito come Los Desperados) e Italia.

## Trama
Il ricco don Pedro Sandoval impedisce a un suo dipendente, John Warner, di sposare sua figlia Rosa.

## Produzione
Il film, diretto da Julio Buchs su una sceneggiatura e un soggetto dello stesso Buchs e di Federico De Urrutia e José Luis Martínez Mollá, fu prodotto da Atlántida Films, Daiano Film e Leone Cinematografica e girato a Lucainena de las Torres in Spagna.

## Distribuzione
Il film fu distribuito in Spagna con il titolo di Los desesperados dal 15 dicembre 1969 e in Italia dal 26 novembre 1969 al cinema.
Alcune delle uscite internazionali sono state:
- negli Stati Uniti nel maggio del 1970 (A Bullet for Sandoval)
- in Norvegia il 3 marzo 1971
- in Svezia il 17 maggio 1971 (6 desperados)
- in Finlandia il 15 settembre 1972 (Kosto veressä)
- nel Regno Unito (Desperate Men)
- in Grecia (Oi ektelestai tis Avgis)
- in Germania Ovest (Um sie war der Hauch des Todes)
- in Italia (Quei disperati che puzzano di sudore e di morte)